# Jan Vastl
Jan Vastl (19 de diciembre de 1995) es un deportista checo que compite en ciclismo de montaña en la disciplina de campo a través. Ganó dos medallas en el Campeonato Europeo de Ciclismo de Montaña, en los años 2013 y 2015.

## Palmarés internacional
| Campeonato Europeo | Campeonato Europeo      | Campeonato Europeo | Campeonato Europeo         |
| Año                | Lugar                   | Medalla            | Competición                |
| ------------------ | ----------------------- | ------------------ | -------------------------- |
| 2013               | Berna (Suiza)           | Medalla de bronce  | Campo a través por relevos |
| 2015               | Chies d'Alpago (Italia) | Medalla de bronce  | Campo a través por relevos |